# Servicio de mensajería multimedia
El servicio de mensajería multimedia o MMS (siglas del término en inglés Multimedia Messaging Service) es un estándar de mensajería que le permite a los teléfonos móviles enviar y recibir contenidos multimedia, incorporando sonido, video o fotos. La mensajería multimedia permite el envío de estos contenidos además a cuentas de correo electrónico, ampliando las posibilidades de la comunicación móvil, pudiendo publicar fotografías digitales o actuar en weblogs sin la mediación de una computadora. El límite de cada mensaje multimedia suele ser de 100 o 300 KB, dependiendo de cada móvil, si bien ese límite lo definen el operador o las características del terminal y no el protocolo.
Originalmente los estándares de MMS han sido desarrollados y promovidos por el Foro WAP y el Proyecto de colaboración en tercera generación (3GP). Actualmente dichos estándares son mantenidos por la Open Mobile Alliance.

## Características técnicas en GSM
Los mensajes MMS constituyen una nueva extensión de la mensajería móvil para incluir, en un principio, imágenes y sonidos reales, posteriormente vídeos y en el futuro virtualmente cualquier tipo de contenido que pueda mostrarse en un teléfono móvil. En el estándar no se define, además, una limitación de tamaño, gran diferencia con respecto a los mensajes SMS (que admiten un máximo de 160 caracteres de 7 bits por mensaje), si bien muchos operadores limitan su tamaño máximo por cuestiones prácticas.
En principio, el estándar MMS es independiente del tipo de transporte y red móvil empleada y solo define un sistema de sincronización del contenido (SMIL) y un modo de encapsulado de los mensajes. Dependiendo del tipo de red, se emplea un método de aviso al terminal de usuario cuando hay mensajes nuevos y un camino de transporte sobre la red radio, que no tienen por qué ser el mismo en todas las redes. Así se permite que usuarios móviles de distintos tipos de redes puedan enviarse mensajes multimedia sin problemas, ya que el estándar final empleado para el transporte da igual.
En las redes GSM, normalmente se emplea GPRS para su transporte en la interfaz radio, y se advierte al terminal de usuario de los mensajes entrantes mediante un SMS especial con un enlace a una dirección de Internet donde se encuentra el mensaje multimedia. Muchos terminales clasifican automáticamente este SMS entrante como un mensaje multimedia, y descargan el contenido de forma automática y transparente para el usuario.
Además, para la correcta gestión de los mensajes se hace necesario adjuntar a la arquitectura de red GSM un nuevo centro de mensajes: es el centro de gestión de mensajes multimedia o MMSC (Multimedia Message Service Center, análogo al SMSC de los mensajes de texto SMS).
En las redes UMTS/3GSM, es de esperar que el tipo de transporte elegido sea otro que aproveche la mayor capacidad de la nueva red. Las redes de otros estándares (CDMA2000, FOMA, etcétera) hacen uso de otros protocolos de transporte, aunque todas precisan un centro de mensajes MMSC.

### Sincronización de contenido: el protocolo SMIL
Los mensajes multimedia se conciben como una presentación multimedia con texto, imágenes, sonidos y vídeos mostrados en un cierto orden. Para este fin, hacen uso del lenguaje sincronizado multimedia o SMIL (Synchronized Multimedia Integration Language). SMIL es un estándar propuesto por el Consorcio WWW (W3C Consortium), similar al lenguaje de formato de las páginas web (HTML), y que se encarga de organizar y sincronizar los momentos en que deben reproducirse los distintos tipos de contenido en la pantalla del terminal del usuario. Es importante tener en cuenta que MMS hace uso de las especificaciones de SMIL versión 1 y 2. Las versiones más actuales de SMIL no se aplican en MMS. Algunas aplicaciones de MMS en teléfonos móviles soportan contenido HTML.
Así, un mensaje multimedia se presenta en la pantalla del terminal como un grupo de una o varias diapositivas con texto, imágenes, sonidos y vídeos presentados en un cierto orden.
Los mensajes multimedia guardan gran similitud con el correo electrónico en cuanto a que pueden incluir varios tipos de contenido, e incluyen información del asunto del mensaje y opción para enviar a varios destinatarios. Sin embargo, un mensaje de correo electrónico consta de un texto principal y un grupo opcional de archivos adjuntos, que pueden descargarse independientemente como desee el usuario; en cambio, un mensaje multimedia consta de un “guion” SMIL principal y un grupo de archivos de varios tipos asociados, que se transportan como una sola unidad. No es posible por tanto separar los distintos tipos de contenido del mensaje; en el transporte, el mensaje multimedia viaja completo, y el usuario debe recibirlo completo. Tampoco es posible, en principio, separar el tipo de contenido que se presenta en un MMS, sino que debe visualizarse en el orden previsto por el redactor del mensaje; sin embargo, los terminales suelen incorporar la capacidad de separar el contenido y almacenar lo que interese en su memoria interna para reutilizarlo, reenviarlo o volver a visualizarlo cuando el usuario lo desee.
A continuación un ejemplo de "guion" SMIL para MMS, el cual contiene una imagen GIF y un texto:
```
<smil>

   
<head>

      
<layout>

         
<root-layout/>

         
<region
 
id=
"Image"
 
width=
"50%"
 
height=
"100%"
/>

         
<region
 
id=
"Text"
 
width=
"50%"
 
height=
"100%"
 
left=
"50%"
/>

      
</layout>

   
</head>

   
<body>

     
<par
 
dur=
"60s"
>

        
<img
 
src=
"imagen.gif"
 
region=
"Image"
/>

        
<text
 
src=
"texto.txt"
 
region=
"Text"
/>

     
</par>

   
</body>

</smil>

```

### Tipos de contenido permitidos en los MMS
Los mensajes multimedia pueden incluir actualmente los siguientes formatos de contenido:
- Para imágenes: formatos GIF, y JPEG (normal y progresivo)
- Para texto: texto normal, texto con formato basado en EMS
- Para sonido: formatos de compresión AMR, WAV, MP3 para sonido real, formatos MIDI e iMelody para melodías
- Para vídeo: formatos 3GP y MPEG-4

Es necesario tener en cuenta que el operador de red, al configurar su MMSC, decide qué tipos de contenido pueden enviarse al terminal del usuario y cuáles no. En principio, el estándar puede admitir cualquier tipo de archivo que pueda mostrarse en un teléfono móvil, lo que abre la puerta a que en el futuro puedan enviarse también cualquier tipo de contenidos mediante MMS, como archivos comprimidos, documentos de Microsoft Office u otro tipo, aplicaciones móviles Java, animaciones en formato Adobe Flash u otro similar a medida que la capacidad de proceso y almacenamiento de los terminales vaya creciendo.

### El MMSC o centro de mensajes multimedia
El MMSC o centro de mensajes multimedia (Multimedia Message Service Center) es similar en función a un centro de mensajes cortos SMSC, si bien presenta mayor capacidad y funciones más avanzadas. 
El MMSC, en un sistema móvil GSM, debe comunicarse con la red núcleo de GPRS para el transporte de los mensajes, con el subsistema de red (NSS – VLR – HLR) para la tarificación y gestión de permisos del usuario, con un SMSC para remitir los avisos de mensajes entrantes y con Internet para poder enviar mensajes de correo electrónico. Además, se contempla la posibilidad de que el MMSC reconozca las características del terminal del usuario (tipo y tamaño de pantalla, capacidad de visualización de ciertos tipos de archivo y no de otros, etc.) y adapte automáticamente el contenido recibido al terminal para que se vea correctamente.
En otro tipo de redes, el método de transporte será distinto, pero el MMSC conservará la capacidad de adaptación del contenido, si está habilitada esta capacidad.
Este es un resumen de sus funciones:
- Recibir a través de la red núcleo GPRS los mensajes multimedia entrantes;
- Almacenar los mensajes entrantes hasta que puedan ser transportados hasta el usuario;
- Enviar al usuario los mensajes por la red GPRS cuando el usuario los descargue (normalmente, de forma automática a petición de su terminal);
- Recibir y redirigir hasta el MMSC destino los MMS salientes;
- Decidir si el tipo de contenido de los mensajes entrantes es válido para el terminal del usuario y, en su caso, procesarlo para que pueda mostrarse;
- Comunicarse con el HLR y VLR para verificar si el usuario tiene permiso para enviar mensajes y poder tarificarlos.

### Aviso de mensaje entrante: mensaje WAP Push y conexión MMSC-SMSC
Cuando un usuario recibe un nuevo mensaje multimedia, el MMSC se pone en contacto con el HLR para averiguar si su terminal admite o no mensajes multimedia y qué formato de archivos puede admitir. A continuación, si el usuario no dispone de un terminal con capacidad para MMS, produce un SMS con una clave para que el usuario se dirija a Internet y consulte allí el contenido del mensaje.
Si el terminal del usuario admite MMS, el MMSC decide si es necesario adaptar el contenido (convertir los distintos formatos posibles de imagen, sonido y audio, reescalar las imágenes y vídeos, etc.) y, a continuación, remite al SMSC un mensaje WAP Push para enviar al terminal del usuario. El mensaje WAP Push se recibe, a ojos del terminal y a efectos técnicos, como un SMS normal, y contiene información sobre el asunto, remitente y dirección de descarga del mensaje, si bien es detectado automáticamente por el terminal como aviso de MMS.
Normalmente, la descarga del contenido del MMS es automática, pero es el usuario quien decide cómo quiere configurar su terminal, para descargar automáticamente o no los nuevos MMS recibidos, puesto que la recepción de MMS en itinerancia puede tener costes adicionales asociados. La recepción de MMS en red propia suele ser gratuita, y se suele habilitar a través de un perfil WAP/GPRS especial para este propósito.

### Conexiones y perfiles WAP/GPRS
El transporte de los MMS entre el usuario y el MMSC se realiza mediante una conexión WAP GPRS; para este fin, los terminales de usuario aceptan distintas definiciones de perfil de servicio WAP según lo que interese. Así, normalmente los operadores especifican un perfil WAP gratuito para transportar los MMS; la tarificación la realiza el MMSC y no se hace en la red núcleo de GPRS.
Tengamos en cuenta que, normalmente, el tráfico GPRS tiene coste, puesto que se emplea para conectarse a Internet o a la red WAP móvil. En cambio, el tráfico GPRS que generan los mensajes multimedia normalmente no se cobra, ni al enviarlos ni al recibirlos, puesto que resulta más sencillo para los usuarios y los operadores su tarificación en bloque como mensajes, a cargo del MMSC. Sin embargo, si el usuario se encuentra fuera de la cobertura de su operador (en itinerancia) y recibe o envía un MMS, es probable que sí tenga que abonar una cantidad por el tráfico de datos, al conectarse a una red ajena que deseará percibir un importe por el tráfico de datos realizado.
Por este motivo, es recomendable desactivar la recepción automática de los mensajes multimedia al salir al extranjero o de la zona de cobertura propia de nuestro operador para evitar costes elevados. Esta configuración se encontrará en el menú del teléfono, sin que sea necesario consultar al operador para realizarla.

### El camino de un MMS saliente (del terminal hacia la red)
Cuando un usuario decide enviar un mensaje MMS, el proceso de envío es el siguiente:
- El usuario da formato y ordena los contenidos del mensaje en su terminal;
- El terminal genera un “guion” SMIL con el contenido en el orden previsto, y prepara todo el contenido para su envío;
- El terminal se pone en contacto con el MMSC a través de la red núcleo GPRS, mediante el perfil WAP gratuito especificado por el operador para este fin;
- La red núcleo GPRS y el MMSC contactan con el VLR para verificar si tiene permiso para emplear el servicio; si puede usarlo,
- El mensaje se transmite al MMSC de origen y desde allí al MMSC del operador de destino.

### El camino de un MMS entrante (de la red/MMSC al terminal)
Una vez el MMSC del operador de destino ha recibido un mensaje MMS, el proceso hasta el terminal del usuario es el que sigue:
- El MMSC revisa en sus propias bases de datos o con el HLR del usuario de destino si su terminal tiene capacidad multimedia;
- Si el terminal no puede recibir MMS, se envía al SMSC un mensaje para el usuario con una clave y dirección de Internet en que poder visualizar el mensaje;
- Si el terminal puede recibir MMS, se envía al SMSC un mensaje WAP Push con la información básica del mensaje y la necesaria para su descarga;
- Si es necesario, el MMSC adapta el contenido del mensaje a las características del terminal del usuario;
- Cuando está activo, el terminal del usuario recibe el SMS (de texto normal o WAP Push) que notifica la recepción;
- El usuario (o, más habitualmente, el terminal, de forma automática) inicia una sesión GPRS con el perfil WAP gratuito para MMS definido por el operador; el mensaje se recibe en el teléfono de forma transparente para el usuario.